# 뉴조지아 제도

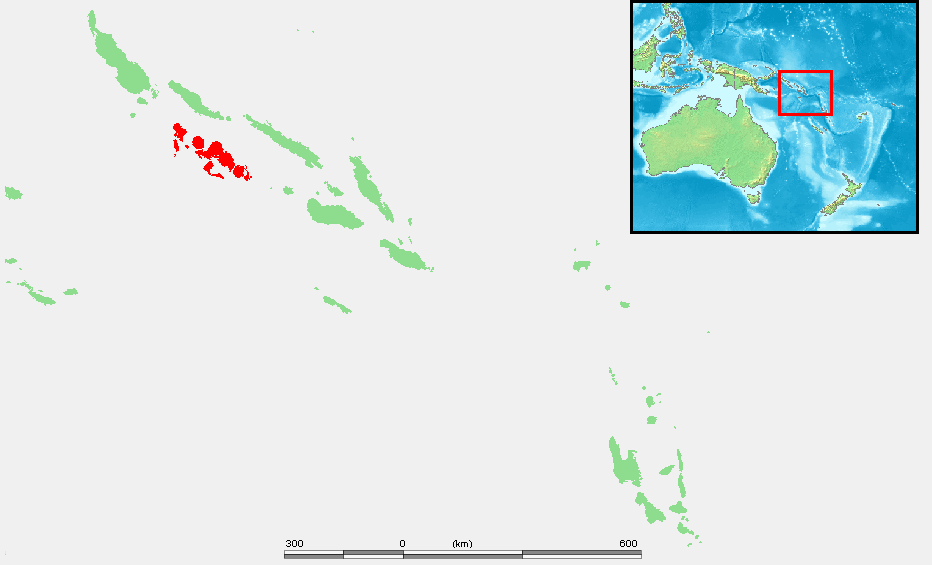
뉴조지아 제도

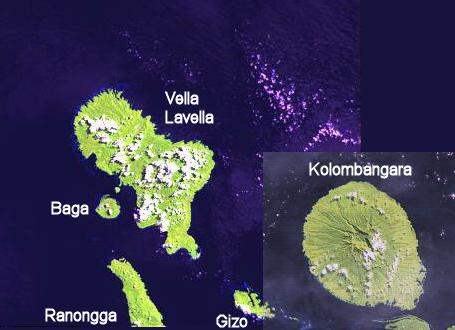
뉴조지아 제도를 구성하는 섬들의 위성 사진

뉴조지아 제도(New Georgia Islands)는 솔로몬 제도 서부주에 속하는 제도로, 과달카날섬 북서쪽에 위치한다. 섬 대부분은 열대 우림에 뒤덮여 있으며 주요 섬으로는 뉴조지아섬, 베야라베야섬, 콜롬방가라섬, 기조섬, 방구누섬, 렌도바섬, 라농가섬, 테테파레섬 등이 있으며 대부분의 섬은 산호초에 둘러싸여 있다. 주요 도시는 기조, 문다, 노로이며 주요 산업은 임업과 어업이다.